# Охотыння
Охоты́ння (также Охотынья) — река в Аллаиховском улусе Якутии, правый приток Сахартымая. Длина реки — 120 км. Площадь водосборного бассейна — 1410 км².
Берёт начало на Кондаковском плоскогорье на высоте более 120 м над уровнем моря. Течёт преимущественно в северо-западном направлении, сначала по горной тундре, затем по лесотундре с преобладанием лиственницы. Активно меандрирует. В низовьях большое число некрупных озёр. Впадает в Сахартымай по правому берегу на отметке менее 8 м над уровнем моря, в 78 км от его устья, в 38 км к югу от посёлка Чокурдах. Ширина перед устьем — 62 м при глубине 2 м; скорость течения в низовьях составляет 0,3 м/с. 
Населённые пункты на реке отсутствуют.

## Основные притоки
Указаны поименованные притоки длиной 30 км и более.
| Название       | Расстояние от устья | Длина | Положение |
| -------------- | ------------------- | ----- | --------- |
| Улахан-Бокуя   | 26                  | 48    | правый    |
| Малая Охотыння | 37                  | 68    | левый     |
| Арангас        | 64                  | 43    | правый    |

## Данные водного реестра
По данным государственного водного реестра России и геоинформационной системы водохозяйственного районирования территории РФ, подготовленной Федеральным агентством водных ресурсов:
- Бассейновый округ — Ленский
- Речной бассейн — Индигирка
- Речной подбассейн — нет
- Водохозяйственный участок — Индигирка от водомерного поста Белая Гора до устья
- Код водного объекта — 18050000412117700068436